# Parafia Najświętszego Serca Jezusowego we Włodawie
Parafia Najświętszego Serca Jezusowego we Włodawie – parafia rzymskokatolicka we Włodawie.
Parafia erygowana w 1993. Obecny kościół parafialny  został konsekrowany 7 maja 2006 roku. Mieści się przy ulicy Chełmskiej.
Od 1993 roku przy parafii działa Chór „Fletnia Pana” Parafii Najświętszego Serca Jezusowego we Włodawie, założony w 1978 roku.
Terytorium parafii obejmuje część Włodawy oraz miejscowości: Adamki, Adampol, Korolówka, Korolówka-Kolonia, Luta, Okuninka, Suchawa, a także Krukowo.